# Somatogyrus
Somatogyrus is een geslacht van weekdieren uit de klasse van de Gastropoda (slakken).

## Soort
- Somatogyrus depressus (Tryon, 1862)